# Droga donikąd (powieść)
Droga donikąd – powieść Józefa Mackiewicza opublikowana w 1955, opisująca życie codzienne w Wilnie i okolicach w czasach sowieckiej okupacji miasta w latach 1940-1941.

## Tematyka, fabuła, konstrukcja
Utwór był powieściowym debiutem Józefa Mackiewicza. Liczne epizody powieści autor przedstawił wcześniej na łamach prasy - w Gońcu Codziennym (1941) i tygodniku Lwów i Wilno. 
Akcja powieści toczy się w Wilnie i jego okolicach, podczas okupacji sowieckiej miasta od czerwca 1940 do wybuchu wojny niemiecko-sowieckiej w czerwcu 1941. Napisana jest w konwencji realistycznej, z wykorzystaniem anonimowego narratora, łączy przy tym gatunek powieści realistycznej z narracją historyczną i esejem publicystycznym. Autor pokazuje na równych prawach "wielką historię" i losy zwykłych ludzi, ważna dla wymowy utworu jest także przyroda i otaczający bohaterów krajobraz. Znaczna część wątków i postaci oparta jest na prawdziwych wydarzeniach.
Powieść składa się z trzech części (I - Karol, II - Tadeusz, III - Weronika). Autor opisuje postawy mieszkańców Wilna wobec postępującej sowietyzacji miasta i strategie przystosowania do życia w komunizmie, pokazuje zaostrzającą się politykę represji (m.in. wywózki), a także przedstawia cywilizacyjne zagrożenie związane z przyjęciem tej ideologii, tym bardziej dramatyczne, że pojawiające się w przestrzeni tradycji Wielkiego Księstwa Litewskiego, symbolicznie uosabiającego ideał jedności w różnorodności. Komunizm sowiecki pokazany jest jako system walczący z człowiekiem i jego wolnością, przy użyciu represji i "skoncentrowanego kłamstwa" niszczącego więzi społeczne.
Głównym bohaterem powieści jest Paweł, dziennikarz, który nie chce współpracować z okupantem i pracuje jako drwal. Do ważniejszych postaci należy Karol, przyjaciel Pawła, który początkowo również pracuje jako drwal, jednak w miarę upływu czasu stara się zracjonalizować swój stosunek do komunizmu, najpierw przyjmuje posadę nauczyciela w szkole powszechnej, a ostatecznie zajmuje się wykładaniem "zasad leninizmu i stalinizmu", wstępuje do komunistycznej partii Litwy i uczestniczy w sowieckich akcjach propagandowych. Liczni inni bohaterowie starają się szczerze lub cynicznie dostosować do życia w warunkach okupacji.  Postawę antykomunistyczną prezentuje Tadeusz, zwolennik oporu siłą. Autor wplata także w akcję rozważania na temat cech ustroju komunistycznego. Niektóre wątki Drogi donikąd znalazły kontynuację w powieści Nie trzeba głośno mówić. 

## Odbiór
Książka została przyjęta jako wydarzenie literackie. Wacław Zbyszewski, podkreślając wyjątkowy talent autora  w opisywaniu Wileńszczyzny oraz piękny język powieści, skrytykował jednak jego koncepcje polityczne, uznając za niemożliwy w tamtym czasie opór zbrojny przeciwko Sowietom, jak również kwestionując przyjęte przez J. Mackiewicza rozróżnienie pomiędzy bolszewizmem i Rosją. Jego recenzja z paryskiej Kultury opublikowana w 1955 nosiła przy tym tytuł Nagroda Nobla. Artyzm powieści podkreślał także Czesław Miłosz, pisząc w 1959 na łamach tego samego pisma: "W tej powieści (autor) wykazuje zdumiewający dar operowania realiami z codziennego życia małych ludzi", a także podkreślając wagę etycznych dylematów w obliczu terroru opisanych przez J. Mackiewicza. Bardzo krytyczną recenzję opublikował natomiast w PRL Paweł Jasienica (na łamach pisma Świat w 1955). W tekście Moralne zwłoki szlachcica kresowego zaatakował autora jako "werbalnego antykomunistę", a także zarzucił mu przemilczenia dotyczące rodzącej się polskiej konspiracji oraz niesprawiedliwy opis Polaków na tle innych narodowości zamieszkujących Litwę.
Zdaniem Adama Fitasa powieść jest "jednym z najlepszych literackich obrazów sowieckiego zniewolenia, wspaniałą mozaiką skondensowanych scen rodzajowych", "Mackiewiczowi udało się oddać gęstą i duszącą atmosferę tego czasu, beznadziejność i nudę życia", zaś książka "może funkcjonować nie tylko jako żywy obraz konkretnego czasu i miejsca, ale także jako uniwersalna opowieść-przestroga przed próbami aplikowania doktryny komunistycznej pod jakąkolwiek szerokością geograficzną".
W 1984 podziemne pismo Arka przyznało Józefowi Mackiewiczowi nagrodę honorową za twórczość prozatorską, ze szczególnym uwzględnieniem wydanych wówczas w Polsce powieści Droga donikąd, Nie trzeba głośno mówić oraz tomu Fakty, przyroda i ludzie.

## Edycje
Pierwsze wydanie Drogi donikąd ukazało się w 1955 nakładem londyńskiego wydawnictwa '"Orbis", jego reprint w 1981 nakładem również londyńskiego wydawnictwa Kontra. To ostatnie wydawnictwo publikowało także kolejne wydania (w 1985, 1989, 1993, 2011, 2019, 2022, 2024). W drugim obiegu książka została wydana trzykrotnie (wyd. X - 1984, wyd. Maraton - 1987, Niezależna Oficyna Wydawnicza - 1987). W 1990 wydały ją także krajowe wydawnictwa Inicjatywa Wydawnicza Aspekt i Baza. Utwór doczekał się tłumaczeń na niemiecki (1957), francuski (1959), angielski (1963), litewski (2009), węgierski (2010), rumuński (2019), czeski (2020).